# 24 Strings and a Drummer: Live and Acoustic
24 Strings and a Drummer: Live and Acoustic es un álbum en vivo de la banda estadounidense de hard rock Night Ranger y fue lanzado por la discográfica Frontiers Records en 2012.

## Grabación y publicación
El disco se compone de un disco compacto y DVD y se grabó en una presentación realizada en The Studio D de la localidad de Sausalito, California el 17 de mayo de 2012.  Como lo dice el título, este álbum es una grabación acústica en directo de los temas de la banda.
Así como en producciones anteriores del grupo, la publicación de 24 Strings and a Drummer: Live and Acoustic se realizó primero en Europa, el 19 de octubre de 2012, en tanto, en E.U.A. fue lanzado tres días después.

## Lista de canciones
| Disco compacto |                                              |                                                    |          |  |
| N.º            | Título                                       | Escritor(es)                                       | Duración |  |
| 1.             | «This Boy Needs to Rock»                     | Jack Blades / Brad Gillis                          | 3:55     |  |
| 2.             | «When You Close Your Eyes»                   | Blades / Gillis / Alan Fitzgerald                  | 4:22     |  |
| 3.             | «Sing Me Away»                               | Blades / Kelly Keagy                               | 4:20     |  |
| 4.             | «Growin' Up in California»                   | Blades / Will Evankovich                           | 4:23     |  |
| 5.             | «The Secret of My Success»                   | Blades / David Foster / Tom Keane / Michael Landau | 4:38     |  |
| 6.             | «Sentimental Street»                         | Blades / Fitzgerald                                | 6:19     |  |
| 7.             | «Four in the Morning (I Can't Take Anymore)» | Jack Blades                                        | 3:53     |  |
| 8.             | «Let Him Run/Goodbye»                        | Blades / Keagy / Jeff Watson                       | 5:29     |  |
| 9.             | «Forever All Over Again»                     | Blades / Chuck Cannon                              | 4:45     |  |
| 10.            | «Don't Tell Me You Love Me»                  | Jack Blades                                        | 5:55     |  |
| 11.            | «Sister Christian»                           | Kelly Keagy                                        | 5:17     |  |
| 12.            | «(You Can Still) Rock in America»            | Blades / Gillis                                    | 4:50     |  |

| Canción extra |                  |                                  |          |  |
| N.º           | Título           | Escritor(es)                     | Duración |  |
| 13.           | «Boys of Summer» | Don Henley / Michael W. Campbell | 5:36     |  |
| 1:03:42       |                  |                                  |          |  |

| DVD |                                                                        |          |  |
| N.º | Título                                                                 | Duración |  |
| 1.  | «This Boy Needs to Rock»                                               |          |  |
| 2.  | «When You Close Your Eyes»                                             |          |  |
| 3.  | «Sing Me Away»                                                         |          |  |
| 4.  | «Growin' Up in California»                                             |          |  |
| 5.  | «The Secret of My Success»                                             |          |  |
| 6.  | «Sentimental Street»                                                   |          |  |
| 7.  | «Four in the Morning (I Can't Take Anymore)»                           |          |  |
| 8.  | «Let Him Run/Goodbye»                                                  |          |  |
| 9.  | «Forever All Over Again»                                               |          |  |
| 10. | «Don't Tell Me You Love Me»                                            |          |  |
| 11. | «Sister Christian»                                                     |          |  |
| 12. | «(You Can Still) Rock in America»                                      |          |  |
| 13. | «Night Ranger: All Access» (vídeo detrás de cámaras)                   |          |  |
| 14. | «Growin' Up in California» (vídeo musical)                             |          |  |
| 15. | «Making the Album: Growin' Up in California» (vídeo detrás de cámaras) |          |  |

## Créditos

### Night Ranger
- Jack Blades: voz principal, bajo acústico, guitarra acústica y coros.
- Kelly Keagy: voz principal, batería, persuciones y coros.
- Brad Gillis: guitarra acústica y coros.
- Joel Hoekstra: guitarra acústica de seis y doce cuerdas y coros.
- Eric Levy: teclados y coros.

### Músico adicional
- Will Evankovich: bajo acústico y Pro Tools.

### Personal de producción
- Night Ranger: productor.
- Ron Nevison: productor.
- Armando Contreras: productor.
- Devin DeHaven: productor, director y editor.
- James Blades: productor ejecutivo.
- Jason Victorine: ingeniero de sonido asistente.
- Joel Jaffe: mezcla y masterización.
- Ari Ríos: masterización.
- Matt Cohen: Pro Tools y consultor.
- Tony Minter: editor.
- Patrick Shevelin: editor.
- Michael Magallón: autoría.
- Pascal Kerouche: director de arte, trabajo de arte y fotógrafo.
- Mark Sylvain: animación.